# Глоор, Фабиан
Фабиан Глоор Ронда (исп. Fabian Gloor Ronda; род. 12 августа 2002, Пуэрто-Падре, Лас-Тунас) — кубинский футболист, защитник швейцарского клуба «Баден», где выступает на правах аренды из «Цюриха», и сборной Кубы.

## Биография

### Клубная карьера
Родился в городе Пуэрто-Падре в семье кубинки и швейцарца, в возрасте двух лет переехал на родину отца. Начинал заниматься футболом в команде «Адлисвиль», откуда в 2016 году перешёл в академию «Цюриха». Сезон 2018/19 провёл в молодёжной команде «Ред Стар», но затем вернулся в «Цюрих». На профессиональном уровне дебютировал в концовке сезона 2020/21, сыграв два матча в Промоушен-лиге за фарм-клуб «Цюриха». Со следующего сезона стал одним из основных игроков команды, а во второй половине сезона 2022/23 несколько раз выходил на поле в качестве капитана. Перед началом сезона 2023/24 присоединился к клубу Челлендж-лиги «Баден» на правах аренды.

### Карьера в сборной
Дебютировал за сборную Кубы 20 ноября 2023 года в товарищеском матче со сборной России, в котором был заменён на 82-й минуте. Игра завершилась со счётом 8:0 в пользу России, став одним из крупнейших поражений в истории сборной Кубы наравне с матчем против СССР в 1980 году.